# Eupithecia infecunda
Eupitecia infecunda es una especie de polilla de la familia Geometridae. La especie fue descrita por primera vez por András Mátyás Vojnits en 1938 con distribución en el oeste de Pakistán y Afganistán.

## Distribución
Es una especie asiática poco conocida e infrecuente. El holotipo de la especie, un espécimen femenino recolectado en julio, fue descrita en el oeste de Pakistán a nivel del sector Kalam del Distrito de Swat a 2000 metros (6561,7 pies) de altitud. Otro holotipo, también femenino, fue descrito en el sector Kotkai de la provincia de Jaiber Pastunjuá a 2350 metros (7710,0 pies) de altitud.

## Descripción
Las alas son anchas y cortas. El color básico es marrón amarillento. El segmento antemedial del ala anterior es marrón, mientras que la postemdiana es blanca, revestida por una sombra grisácea. La mancha discal es negra. El ala posterior cuenta con franjas transversales de color blanco amarillento y una mancha discal negra. La parte inferior de las alas es de color amarillo parduzco. Los cilios son cortos, densamente estriados de color marrón y marrón amarillento.